# Stenodactylus
Stenodactylus Fitzinger, 1826 è un genere di piccoli sauri della famiglia dei Gekkonidae.

## Descrizione
Sono sauri di piccola taglia, deserticoli, con colorazione molto variabile.

## Biologia
Hanno abitudini notturne e crepuscolari, sono prevalentemente terricoli.

Si nutrono di insetti.

## Tassonomia
Il genere Stenodactylus comprende attualmente 13 specie:
- Stenodactylus affinis (Murray, 1884) - Geco dalle dita sfrangiate di Murray
- Stenodactylus arabicus Haas, 1957 - Geco arabo della sabbia
- Stenodactylus doriae (Blanford, 1874) - Geco delle sabbie dalla coda a frusta
- Stenodactylus grandiceps Haas, 1952
- Stenodactylus leptocosymbotes Leviton & Anderson, 1967
- Stenodactylus mauritanicus Guichenot, 1850
- Stenodactylus petrii Anderson, 1896 - Geco delle dune
- Stenodactylus pulcher Anderson, 1896
- Stenodactylus sharqiyahensis Metallinou & Carranza, 2013
- Stenodactylus slevini Haas, 1957
- Stenodactylus stenurus Werner, 1899
- Stenodactylus sthenodactylus (Lichtenstein, 1823) - Geco delle sabbie israeliano
- Stenodactylus yemenensis Arnold, 1980

### Binomi obsoleti
- Stenodactylus orientalis è stata riclassificata nel genere Crossobamon come Crossobanom orientalis (Blanford, 1876).